# Tabernaemontana chocoensis
Tabernaemontana chocoensis là một loài thực vật có hoa trong họ La bố ma. Loài này được (A.H.Gentry) Leeuwenb. miêu tả khoa học đầu tiên năm 1987.